# Leerdam
Leerdam és un municipi de la província d'Holanda del Sud, al sud dels Països Baixos. L'1 de gener del 2009 tenia 20.745 habitants repartits sobre una superfície de 34,32 km² (dels quals 0,53 km² corresponen a aigua). Limita al nord amb Vianen i Culemborg, a l'oest amb Zederik, a l'est amb Geldermalsen i al sud amb Giessenlanden i Lingewaal. 	

## Centres de població
- Kedichem
- Oosterwijk
- Schoonrewoerd.

## Ajuntament
- PvdA 6 regidors
- Leerdam2000 3 regidors
- SGP 3 regidors
- CDA3 regidors
- VVD 2 regidors
- ChristenUnie 2 regidors